# جک هیگ
جک هیگ (انگلیسی: Jack Haigh; ۱۰ سپتامبر ۱۹۲۸ – ۱۷ سپتامبر ۲۰۰۷ (aged 79)) بازیکن فوتبال اهل بریتانیا بود.
از باشگاه‌هایی که در آن بازی کرده‌است می‌توان به باشگاه فوتبال دونکستر راورز، باشگاه فوتبال اسکانتورپ یونایتد، باشگاه فوتبال لیورپول، باشگاه فوتبال گینزبورو ترینیتی، و باشگاه فوتبال باکستون اشاره کرد.